# Rafael Zamarripa

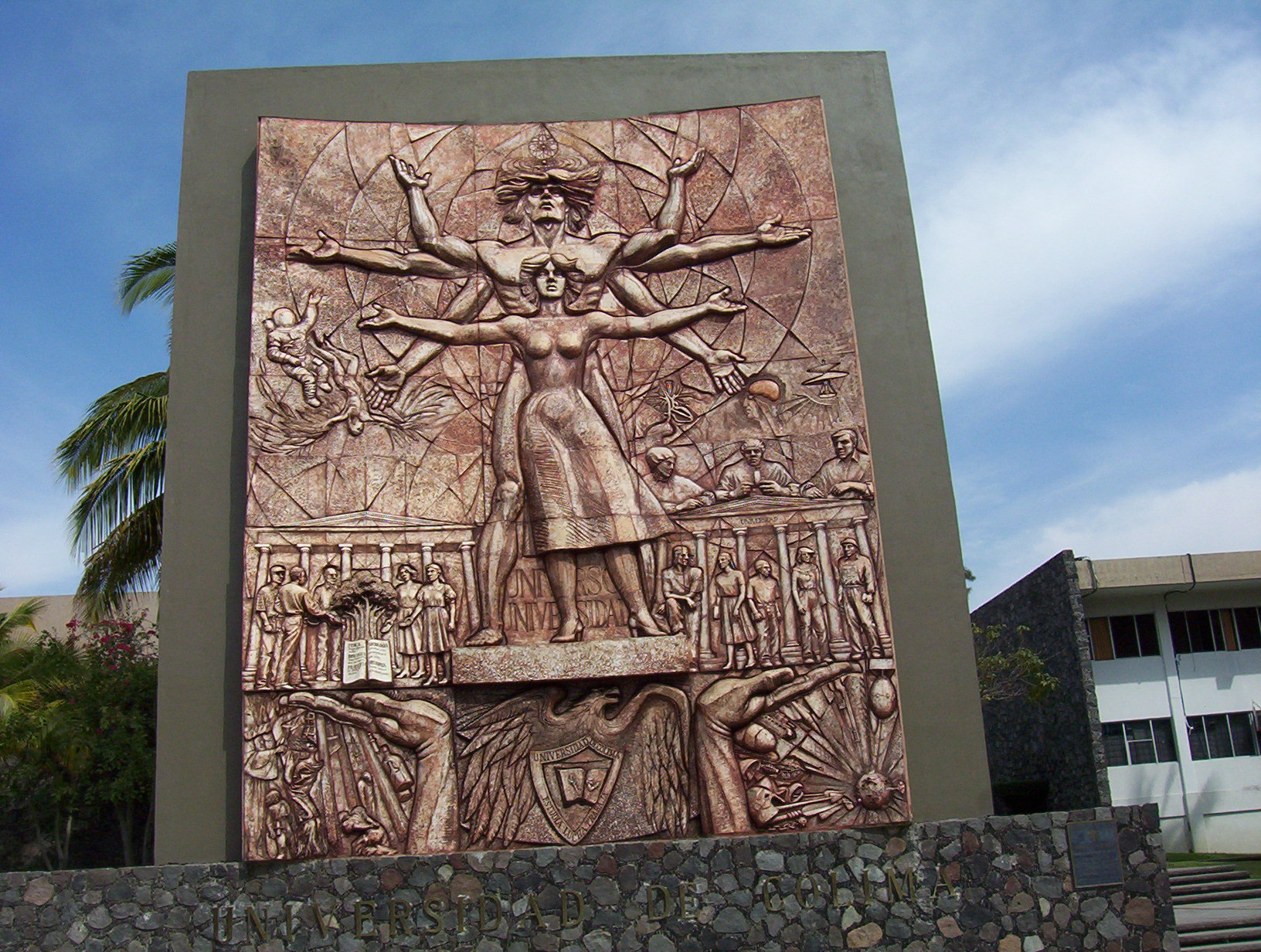
Murales de Zamarripa.

Rafael Zamarripa Castañeda (Guadalajara, 8 de febrero de 1942) es un pintor, escultor, bailarín de danza contemporánea y folklórica, ceramista, diseñador y escenógrafo mexicano.
Nació en Guadalajara, Jalisco el 8 de febrero de 1942, donde estudió la carrera de Profesor Normalista y luego reorientaría sus estudios hacia las artes, por lo cual se preparó estudiando escultura y pintura en la Universidad de Guadalajara, cursando estudios especiales en varias universidades de los Estados Unidos, Italia, Australia y Nueva Zelanda.[cita requerida]
En 1964 fundó el Ballet Folklórico de la Universidad de Guadalajara, desempeñándose como subdirector general y coreógrafo, proyectando el ballet tanto en el territorio nacional como en el extranjero. En 1981 se hizo cargo del proyecto del Ballet Folklórico de la Universidad de Colima a invitación de Humberto Silva Ochoa. Luego comenzó a desempeñar su labor como artista plástico, elaborando en Guadalajara, Jalisco, el monumento al Obrero, uno en honor a Prisciliano Sánchez Padilla, el escudo tridimensional de Guadalajara, algunas obras en la Fundación de Guadalajara, otro en honor al Marqués de Santillana y otro a Valentín Gómez Farías. En Colima elaboró las efigies de todos los rectores de la Universidad de Colima que se ubican en la Sala de Juntas “Gral. Lázaro Cárdenas del Río”, los murales en relieve que se encuentran en la entrada y el patio de honor del campus Colima, así como el escudo de la institución en el frontispicio del edificio de la rectoría. También ha trabajado con madera, yeso, bronce.